# 福州地铁滨海快线
福州地铁滨海快线，簡稱濱海快線，前称福州地铁F1线，又稱福州都市圈城際鐵路F1線、福莆宁城际铁路F1线、福州至长乐机场城际铁路，是中华人民共和国福建省福州市由福州地鐵運營、將要開通的一条市域铁路线，屬福州都市圈城際鐵路系統。

## 简介
福州地铁滨海快线总体呈东西走向，线路全长62.4公里，共设置15座车站，其中高架站3座，地下站12座，并有两座预留车站。线路起自福州火车站，经华林路、六一路、南台大道、祥谦镇、长乐站、滨海新城，最后沿滨海大道跨机场高速后到达福州长乐国际机场。滨海快线采用时速140公里的4节编组市域A型列车，以期实现福州火车站至长乐机场40分钟通达。线路于2019年底开工，计划于2025年年底投入运营。

福州地铁滨海快线线路图

## 历史

### 规划史
2015年9月21日，国家发展与改革委员会审批通过了《福建省海峡西岸城际铁路建设规划（2015～2020年）》，其中福莆宁城际铁路F1线即福州-马尾-长乐机场城际铁路被列入近期建设项目，该批复成为了线路建设的前置条件。
2017年2月14日，福州在滨海新城建设启动大会上提出将建设一条连接老城区与滨海新城的轨道交通快线。
2017年8月16日，福州市政府就滨海快线规划环评发布了福州至长乐机场轨道交通工程环境影响评价第一次公示。
2017年9月12日，福州市政府发布了福州至长乐机场轨道交通工程环境影响评价第二次公示。
2018年2月22日，福州市发改委就福建省海峡西岸城市群城际铁路建设规划调整面向社会征询，调整了滨海快线的线位。
2018年10月25日，生态环境部审批通过了《福建省海峡西岸城际铁路建设规划（2015-2020年）调整环境影响报告书》。
2018年11月29日，福州市发改委就滨海快线建设环评发布了福州至长乐机场城际铁路工程项目环境影响评价第一次公示。
2018年12月12日，福州市发改委发布了环评报告征求意见稿。
2019年4月30日，福州市发改委公示了福州至长乐机场城际铁路工程环境影响报告书。
2019年6月18日，国家与发展改革委员会审批通过了《福建省海峡西岸城际铁路建设规划(2015-2020年)调整报告》，其中批准了福州至长乐机场城际铁路的线位调整。
2019年11月6日至8日，滨海快线初步设计专家评审会在福州召开，通过了初步设计方案。
2019年11月15日，福建省发改委审批通过了《福州至长乐机场城际铁路工程可行性研究报告》。

### 建设史
2017年11月1日，滨海快线正式启动线路勘察。
2017年12月29日，滨海快线大数据站与机场站开工，系滨海快线先行动工的项目。
2019年12月27日，滨海快线开工仪式于国货路站举行，滨海快线正式动工。
2020年1月1日，滨海快线大数据站封顶，为滨海快线首个封顶的车站。
2024年8月21日，滨海快线全线洞通。
2025年5月8日，滨海快线全线空载试运行。

## 车站
| 滨海快线 |          |      |          |          |               |             |                       |        |            |                |
| 车站名称 | 英文名称 | 普通 | 大站快车 | 直达快车 | 里程          | 里程        | 换乘线路              | 所在地 | 启用日期   | 车站类型       |
| 车站名称 | 英文名称 | 普通 | 大站快车 | 直达快车 | 站间距 (公里) | 累计 (公里) | 换乘线路              | 所在地 | 启用日期   | 车站类型       |
| 福州火车站 |          | ●    | ●        | ●        | 不適用        | 0           | █ 1号线 福州站        | 晋安区 | 预计2025年 | 地下岛式站台   |
| 东门 |          | ●    | ●        | ｜       | 2.8           | 2.8         | █ 4号线               | 鼓楼区 | 预计2025年 | 地下岛式站台   |
| 闽都出站 |          | ●    | ｜       | ｜       | 1.4           | 4.2         | 水部站出站 ： █ 2号线 | 鼓楼区 | 预计2025年 | 地下岛式站台   |
| 南公园 |          | ●    | ｜       | ｜       | 1.2           | 5.4         | 不適用                | 台江区 | 预计2025年 | 地下岛式站台   |
| 三叉街出站 |          | ●    | ●        | ▲        | 3.2           | 8.6         | █ 1号线出站           | 仓山区 | 预计2025年 | 地下岛式站台   |
| 盖山預留 |          | ｜   | ｜       | ｜       | 3.0           | 11.6        | 不適用                | 仓山区 | 预留车站   | 地下岛式站台   |
| 帝封江 |          | ●    | ●        | ｜       | 2.6           | 14.2        | █ 4号线、 █ 5号线     | 仓山区 | 预计2025年 | 高架双岛式站台 |
| 祥谦 |          | ●    | ｜       | ｜       | 9.5           | 23.7        | █ S1线（规划）        | 闽侯县 | 预计2025年 | 高架双岛式站台 |
| 首占 |          | ●    | ｜       | ｜       | 10.0          | 33.7        | 长乐站                | 长乐区 | 预计2025年 | 高架双岛式站台 |
| 莲花山預留 |          | ｜   | ｜       | ｜       | 7.4           | 41.1        | 不適用                | 长乐区 | 预留车站   | 地下岛式站台   |
| 滨海西 |          | ●    | ｜       | ｜       | 1.5           | 42.6        | 不適用                | 长乐区 | 预计2025年 | 地下岛式站台   |
| 大数据 |          | ●    | ●        | ｜       | 3.4           | 46.0        | 不適用                | 长乐区 | 预计2025年 | 地下岛式站台   |
| 滨海中央商务区 |          | ●    | ｜       | ｜       | 1.7           | 47.7        | █ 6号线（在建）       | 长乐区 | 预计2025年 | 地下岛式站台   |
| 机场 |          | ●    | ●        | ●        | 8.9           | 56.6        | 不適用                | 长乐区 | 预计2025年 | 地下岛式站台   |
| 文岭 |          | ●    | ●        | ●        | 5.7           | 62.3        | 不適用                | 长乐区 | 预计2025年 | 地下岛式站台   |
| 註釋 |          |      |          |          |               |             |                       |        |            |                |
| - 所有以斜体标识的线路和车站均未开通。 - 出站 闽都站与水部站被视为两座独立之车站，需出站换乘，且无法实现连续计费。 - 出站 滨海快线三叉街站与1号线三叉街站目前被视为两座独立之车站，需出站换乘，且无法实现连续计费。待未来6号线西延线三叉街站建成后，可经由6号线站厅在付费区内实现换乘。 - 預留 现时為預留車站，仅兴建车站站体，不兴建出入口。 - ●为停靠车站，▲为部分车次停靠，｜为通过不停靠。 |          |      |          |          |               |             |                       |        |            |                |
| 论 编 |          |      |          |          |               |             |                       |        |            |                |